# Léon Halkin
Léon Nicolas Marie Joseph Halkin, né à Liège le 28 décembre 1872 et mort à Esneux le 3 septembre 1955 , est un historien belge, un philologue et professeur à l'université de Liège.

## Biographie
Léon Halkin est né à Liège le 28 décembre 1872. Il est le frère cadet de Joseph Halkin (1870-1937), professeur de géographie à l'université de Liège. Il étudie le grec et le latin à l'athénée royal de Liège. Il est diplômé de l'université de Liège le 24 juillet 1894 avec un doctorat en philologie classique. Sa thèse de doctorat, Les esclaves publics chez les Romains, est publiée à Bruxelles en 1897. En 1895, il remporte une bourse de voyage laquelle lui permet d'étudier au Collège de France et à l'École pratique des hautes études à Paris, en suivant des cours dispensés par Antoine Héron de Villefosse, René Cagnat et Louis Havet.
Halkin enseigne brièvement à l'athénée royal de Mons (1896) et à l'école des Cadets de Namur (1897). Le 20 février 1900, il est nommé à l'université de Liège où il travaille pendant 43 ans. Il devient professeur titulaire en 1908 et a prend sa retraite le 28 décembre 1942.
Halkin est un catholique pratiquant membre du Tiers-Ordre franciscain et de la Société de Saint Vincent de Paul. Il est marié à Elvire Courtoy (1873–1947), avec qui il a cinq enfants, dont Léon-Ernest Halkin, professeur d'histoire à l'université de Liège et François Halkin, bollandiste. Il meurt à Esneux le 3 septembre 1955.

## Publications
- Les esclaves publics chez les Romains, Bruxelles, 1897
- Lettres inédites du Baron G. de Crassier à Bernard de Montfaucon, Louvain, 1897
- Correspondance de Dom E. Martène avec le Baron G. de Crassier, Bruxelles, 1898
- Correspondance de J.-F. Schannat avec G. de Crassier et Dom E. Marlene, Bruxelles, 1903
- « Les origines du collège des Jésuites et du séminaire de Liège », Bulletin de l'institut archéologique liégeois, Liège, t. LI,‎ 1927, p. 83-191 (ISSN 0776-1260, lire en ligne)
- « Un bienfaiteur méconnu du collège des Jésuites-en‑Ile de Liège : le chanoine Renier Giltea », Chronique archéologique du pays de Liège, t. XXXVI, nos 3-4,‎ juillet-décembre 1945, p. 61-70 (lire en ligne)
- Les Frères de la Vie commune de la Maison Saint-Jérôme de Liège, Liège, 1945
- Lettres inédites du bollandiste Du Sollier à l'historien Schannat, 1721-1734, Bruxelles, 1945
- Une description inédite de la ville de Liège en 1705, Liège, 1948
- La Supplication d'action de grâces chez les Romains, Paris, Les Belles Lettres, 1953, 136 p. (BNF 32217510)